# أسطورة اللهب الأزرق
أسطورة اللهب الأزرق هي الرواية رقم 13 من سلسلة ما وراء الطبيعة التي تصدرها المؤسسة العربية الحديثة ضمن روايات مصرية للجيب للكاتب أحمد خالد توفيق تعد السلسلة أول سلسلة روايات عربية في أدب الرعب.

## أحداث الرواية
يسافر رفعت إسماعيل إلى الولايات المتحدة، وهناك يقابل صديقه القديم هاري شيلدون الذي يزور رفعت في بنسلفانيا، وفي الفندق الذي يقيمان فيه وتحدث كارثة كالعادة :

### الجزء الأول: حادث غير متوقع تحكيها جين خادمة الغرف
أثناء قيام جين بعملها تتسبب في كسر تمثال أثري في أحد الغرف، وتعرف أنها سوف تطرد إلى أن يظهر الخادم باتريك - الذي يحبها - ويساعدها على أن يبدو الحادث كسرقة، ويقومان بسرقة قلادة كانت موجودة في الغرفة لأخفاها حتى يظهر الحادث كسرقة، ثم تقوم جين بأخفاء القلادة في غرفة مس جونز صاحبة الفندق، وهي تتوقع مصيبة في الأيام القادمة.

### الجزء الثانى: القلادة التي أختفت يحكيها لورد كينزى
ليس اسمه لورد كينزى ولكنه البريطاني هنرى بنسون الذي كان ينقب على الأثار في بيرو مع زميلاه، ويجد التمثال والقلادة ويكتشف أن هناك تعويذة على التمثال من يقرأها يحترق ذاتيا، ويموت أحد أصدقائه ويجن الآخر ويكتشف أن التعويذة تدعى تعويذة شاكال، وفي كل مرة يحاول التخلص من القلادة تعود إليه، وبعد أن تتسبب التعويذة في مقتل العديد من البشر، يقرر الهرب إلى الولايات المتحدة، ولكن يتم سرقة القلادة من غرفته.

### الجزء الثالث: أمسية ما تحكيها مس جونز
تجد مس جونز القلادة في غرفتها، وتحاول معرفة من أين أتت بها جين ولكنها تفشل في ذلك، وتستطيع مس جونز قراءة التعويذة التي على القلادة لتحترق ذاتيا.

### الجزء الرابع: أسطورة شاكال يحكيها د.رفعت إسماعيل
يحاول رفعت وهارى أنقاذ مس جونز من الاحتراق ولكنهما يفشلا، ليأخذ رفعت القلادة ويستطيع أن يقرأ المكتوب عليها، وفي طريقه للأحتراق يستطيع هارى ولورد كينزى أنقاذه، ويظلا مع لأنقاذه من اللعنة حيث أنهم اكتشفوا أن من يقرأ التعويذة ويظل وحيدا يحترق، ليسمعا طرقات على الباب.

### الجزء الخامس: لهيب الحب يحكيه باتريك أوكونور
يحكى باتريك عن حبه لجين وكيفية مساعدته لها، ولكنها ترد الجميل بالنكران ويجد جين ذات يوم خارجة من غرفة رفعت، فيقرر الانتقام ويحضر سكينا من المطبخ ويطرق باب غرفة رفعت.

### الجزء السادس: عن باتريك وجين وأخرين يحكيها هارى شيلدون
يستيقظ هارى من نومه ليجد جين في الغرفة، وقد أعترفت بما فعلته في الغرفة والقلادة، وبعد أن يودع رفعت جين يفاجأ بباتريك يحاول أن يقتله، ولكنهم يستطيعوا التغلب عليه، وفي لحظة يقرأ باتريك ما على القلادة ويعرف مصيره، فيخطتفها ويذهب بها إلى جين لتقرأها ويحترقا معا وتدمر القلادة معهما وتدمر اللعنة.

### الخاتمة: تعليق على ما حدث يحكيها د.رفعت إسماعيل
يقول رفعت أن لعنة شاكال انتهت بتدمير القلادة، وأنه ينجو من الاحتراق ذاتيا لتنتهى أحداث أقل ما توصف به أنها مخيفة.

## أبطال الرواية
- رفعت إسماعيل : طبيب أمراض الدم والأستاذ الجامعي الكهل المقيم بالقاهرة، نحيل، أصلع، ذو عوينات، يعاني من كتيبة من الأمراض منها على سبيل المثال لا الحصر : القرحة المعدية، ضيق الشرايين، الربو الشعبي، التهاب الرئة، آلام المفاصل، قلق، متشائم، نحس يقع في المصائب.
- هاري شيلدون : صديق رفعت أمريكي. مهندس كمبيوتر عصبي مُشاجِر.

## آراء ونقاش حول الرواية
- آراء القراء حول رواية أسطورة اللهب الأزرق على موقع أبجد
- لمعرفة المزيد من التفاصيل والآراء حول الموضوع راجع منتدى شبكة روايات التفاعلية